# Power & Control
„Power & Control” este un cântec al cantareaței Marina Diamandis, profesional cunoscuta sub numele de Marina and the Diamonds, de pe al doilea ei album de studio Electra Heart (2012). Acesta a fost lansat pe data de 20 iulie 2012 de 679 Artists și Atlantic Records ca al doilea single de pe album. Diamandis a colaborat cu fostul membru Swedish House Mafia. Steve Angello în timp ce au scris piesa, înrolat de Greg Kurstin pentru a supraveghea producția. O piesă electropop și power pop, "Power & Control" descrie lupta dintre partenerii romantici în realizarea superioritatăti în relația lor.

## Videoclipul
Un videoclip de însoțire pentru "Power & Control" a fost regizat de Casper Balslev; a fost lansat pe data de 30 mai 2012 ca al șaselea tranșe din partea-unsprezece al seriei video "The Archetypes". O nuanță albastru se aplică pe tot parcursul clipului; aceasta are loc într-un palat gol, probabil în aceeași locație în care a fost filmat videoclipul pentru "Primadonna". O Diamandis blondă este văzuta angajata în o serie de jocuri mentale cu interesul romantic. Rich Juzwiak de la Gawker apreciat o referire la videoclipul pentru "'Freedom! 90'", De George Michael, care a complimentat ca "o atingere draguțâ". Bradley Stern de la MuuMuse a declarat că clipul a fost "absolut superb", în ciuda conceptului sau simplist; sa bucura de aspectul Newton's cradle la începutul videoclipului, și am simțit că a reprezentat versurile "nu poti avea pace fără un război", exemplificând că noțiunea că "pentru fiecare acțiune, există o reacție egală și opusă" . Scrierea pentru WhatCulture, Josh Webb a crezut că a fost interesant pentru a vedea o Diamandis "subevaluată"  in clip și a declarat că produsul global a fost un "punct de vedere estetic foarte plăcut" vizual. Corelarea golul de conac, Eliot Glazer de la Vulture a oferit în glumă "sugerara unui decorator de interior".

## Lista pieselor
| "Power & Control" – Remix EP |                                                       |         |  |
| Nr.                          | Titlu                                                 | Lungime |  |
| 1.                           | „Power & Control” (Michael Woods Remix)               | 6:38    |  |
| 2.                           | „Power & Control” (Eliphino Remix)                    | 4:42    |  |
| 3.                           | „Power & Control” (Brackles – Drum and Squares Remix) | 4:26    |  |
| 4.                           | „Power & Control” (Krystal Klear Remix)               | 3:54    |  |
| 5.                           | „Power & Control” (Brackles – Dub Mix)                | 4:49    |  |
| Lungime totală:              | Lungime totală:                                       | 24:29   |  |